# A104 (Росія)
Автошлях A104 (Дмитровське шосе) — автомобільна дорога федерального значення Москва — Дмитров — Дубна.
Автошлях розташовується на території Москви та Московської області. Довжина траси становить близько 125 км.

## Історія
Дорога з Москви до Дмитрова відома давно. На території Москви вона була відома як Дмитрівка. Отримала назву по місту Дмитрову. З боку Дмитрова йшла Московська дорога (зараз Московська вулиця).
Стара Дмитрівська дорога в XVI столітті йшла Вишегородським станом.
За заснуванням Московської губернії в 1708 році дорога названа Угличською (Москва — Дмитров — Калязін — Углич).
До будівництва Савелівської залізниці та каналу імені Москви дорога на північ від поселення Чорна проходила через населені пункти: Чорна — Ігнатове — Подосинки — Батюшково — Дмитрівка — Афонасово — Семешкова — Перемилово — Булатникова — Дмитрів.
У 1932 — 1937 роках йшло будівництво каналу Волга — Москва. Північніше промови Чорної Грязі (притока Ікші), проект збігся з напрямком Дмитрівського шосе, дорогу перенесли на захід від каналу.
Біля села Іванькове Кімрського району Тверської області на річці Волзі зведено греблю, яка створила Іваньківське водосховище. Далі там виникло селище Іванькове, до селища від Дмитрова вздовж каналу прокладено автошлях.
У 1947 році біля Іванькова виникло закрите робоче селище Дубно. У 1956 році селище набуває статусу міста, 25 грудня 1957 року перейменовується в Дубну. 1960 року об'єднується з Іваньковим.
У 1995 — 1998 роках для об'їзду Дмитрова в напрямку Дубни на півночі був побудований 2- смуговий автомобільний міст через канал імені Москви біля Татищева, транспортна розв'язка дала можливість безтранзитного проходження автотранспорту на захід від міста. У 2010-2015 роках міст був розширений ще на дві смуги.
У 2014 році було завершено будівництво об'їзної ділянки дороги повз Дмитров від Татищевського мосту в східному напрямку до села Піддубки на трасу А108 (Московське велике кільце). Ця ділянка дороги завершила повний об'їзд Дмитрова і зв'язала транспортними розв'язками два шосе.

## Населені пункти
Шосе перетинає кілька населених пунктів:
- Москву,
- Довгопрудний,
- Лобню,
- Ікшу,
- Деденєво
- Яхрому,
- Дмитров,
- Запрудню,
- Дубну.